# Baselice
Baselice é uma comuna italiana da região da Campania, província de Benevento, com cerca de 2.841 habitantes. Estende-se por uma área de 47 km², tendo uma densidade populacional de 60 hab/km². Faz fronteira com Castelvetere in Val Fortore, Colle Sannita, Foiano di Val Fortore, San Bartolomeo in Galdo, San Marco dei Cavoti.

## Demografia
| Variação demográfica do município entre 1861 e 2011                               |
|                                                                                   |
| Fonte: Istituto Nazionale di Statistica (ISTAT) - Elaboração gráfica da Wikipedia |